# 加斯帕尔·德·古兹曼
奥利瓦雷斯公伯爵加斯帕尔·德·古兹曼-皮门特尔·里韦拉-贝拉斯科·德·托瓦尔（西班牙語：Gaspar de Guzmán y Pimentel Ribera y Velasco de Tovar，Conde-duque de Olivares，1587年1月6日—1645年7月22日），西班牙17世纪著名的政治家，是国王腓力四世的首相，治理西班牙时力主改革、强化中央集权、复兴工商业、提高航运竞争力，在伊比利亚半岛实行大团结，继而推动西班牙哈布斯堡家族与奥地利哈布斯堡家族联合称霸欧洲。一開始這些對荷的八十年戰爭並加入三十年戰爭的計畫取得成功，被稱為「高明且精明的政策」，但這些計畫在十多年內接連失敗和倒台，反而讓西班牙最終大敗重傷，不但徹底結束西班牙的「黃金時代」與海陸霸權，中央集權與加稅政策反使1640年爆發加泰隆尼亞叛亂和葡萄牙獨立，這決定了1643年奥利瓦雷斯免去首相及流放的命運，1645年他客死異鄉。
他和同期的法國首相利希留恰成對比，兩人都有高超的能力和責任心要提升國家，但是法國成功取代西班牙的霸權，而西班牙卻落敗而一蹶不振。自18世紀以來的評論家與史家們，長期頌揚利希留、抨擊奥利瓦雷斯使西班牙衰落，20世紀的史學界卻出現大翻轉，認為這是不公平的結論，讓西班牙衰落的指控應該由國王腓力四世、貴族和教會共同承擔，而且法國內部的向心力與愛國心確實比西班牙高上許多，加上西班牙帝國的分散領地形成先天的大弱點，而這些都讓法國在戰爭中靠著較強的天災承受力和重稅忍耐力，最終獲勝。

## 早年

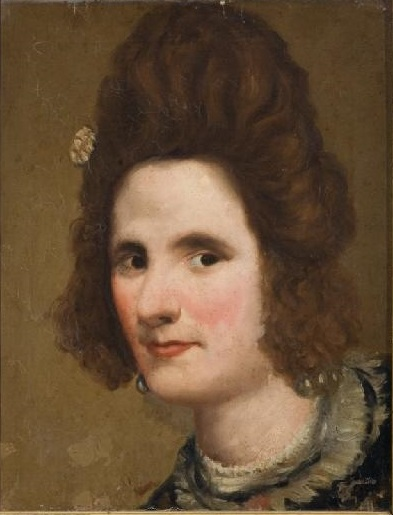
據說是奧利瓦雷斯之妻多娜因斯的肖像畫，兩人在1607年結婚，男方20歲、女方23歲，兩人只育有一個女兒

加斯帕尔於1587年出生於羅馬，其父奧利瓦雷斯伯爵英瑞克·德·古兹曼來自於西班牙最古老的貴族家庭之一，當時正擔任西班牙駐羅馬大使。他那名門閨秀的母親很早就過世了，他就在父親嚴厲的要求下被撫養長大。他早年攻读宗教课程，1599年在西班牙進入萨拉曼卡大学，在1601～1604年间陸續获得法律、神学和文学的学位，他成為文筆優美、才氣無雙的頂級人才。兄长去世以後，他放弃塞維利亞的神职，前往当时西班牙王宫所在地瓦拉多利德与父亲一起生活。
1607年加斯帕爾与王后玛格丽特的侍女多娜因斯·德朱尼亚-贝拉斯科(Dona Ines de Zuniga y Velasco，1584-1647)结婚，1615年他舅父唐巴爾塔薩（西班牙国王腓力三世的最高外交顧問兼寵臣）任命他擔任王太子腓力的私人侍卫之一，迅速獲得王太子的信賴而成其最高顧問。1621年腓力加冕為腓力四世，舅父唐巴爾塔薩高升首相之位，加斯帕尔亦成为国王的宠臣，封大公。奥利瓦雷斯的爵位是“复合型”的，这是西班牙历史上的一种独特现象。他首先从自己家族中继承了奥利瓦雷斯伯爵（count of Olivares）头衔，1621年腓力四世四世又封他为桑吕卡尔公爵（Duke of Sanlúcar）；根据西班牙的习惯做法，他请求国王保留他的原有爵位，并将之和新的爵位结合在一起，于是就有了“伯-公爵”（count-duke）这样的头衔。

## 執政

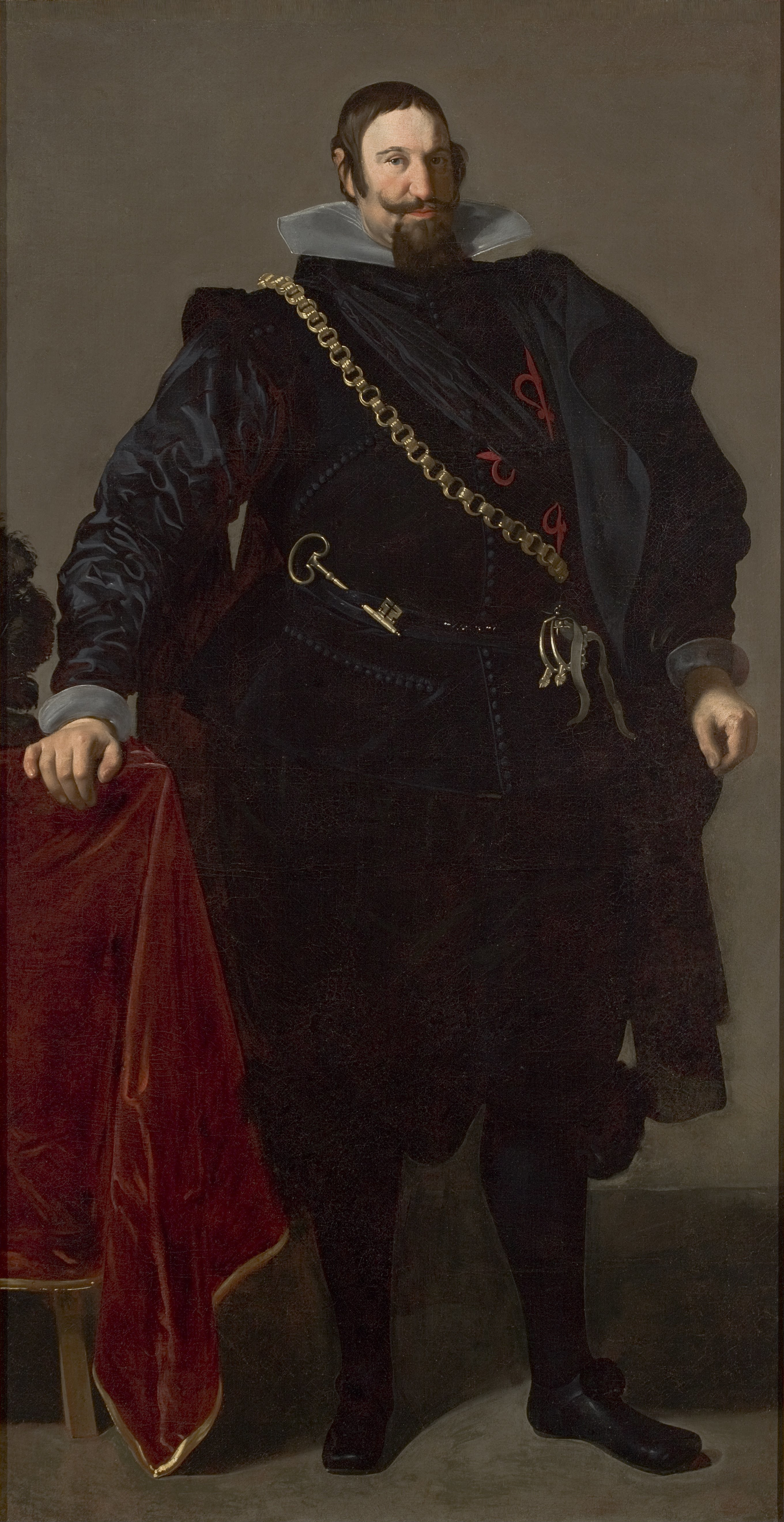
1624年的奥利瓦雷斯，已任西班牙首相3年，並穿著長袍、配戴華貴的卡拉特瓦勳章

1622年奥利瓦雷斯接替其舅父唐巴爾塔薩為首相，開始他21年的執政生涯（1622－1643年他担任實質首相，表面上是國務會議團的一員）。他獨攬了軍國大權，培植親友擔任政府要職。很快他以雄心勃勃的意志與超人般的工作體力（早上天未亮就開始工作，一直到晚上11點才結束）獲得名聲，他的專制主義和西班牙帝國各領地分裂難解的制度問題，導致他20年後的失敗收場，這也是因為17世紀西班牙社會、經濟不斷惡化的結果導致。

### 30年戰爭前期

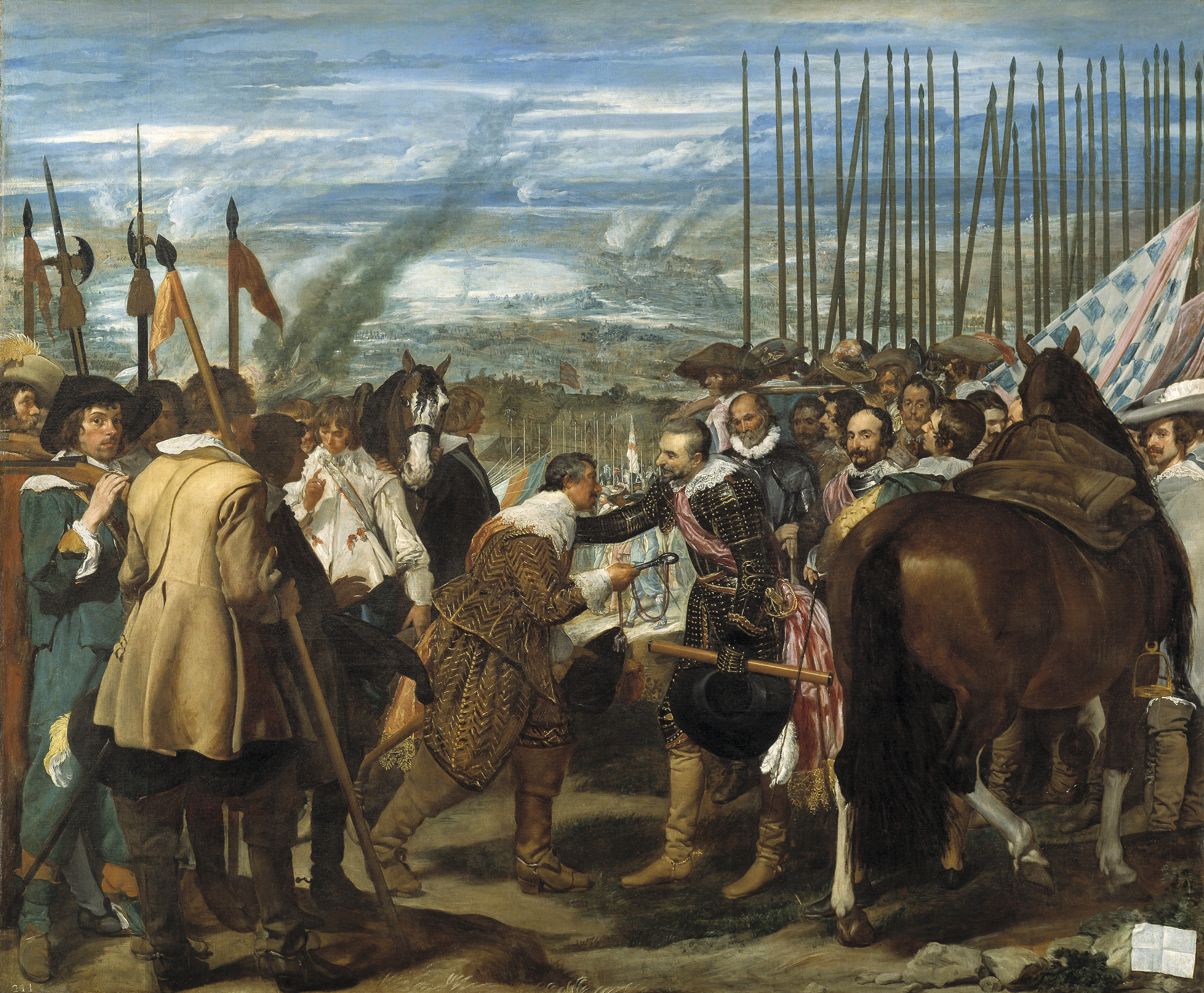
布雷達在1625年向安布羅西奧·斯皮諾拉投降，作者為迭戈·貝拉斯克斯。這次勝利象徵西班牙軍力在三十年戰爭時再度提升，但最終也讓奧利瓦雷斯失去權力。

奧利瓦雷斯是合理地正直而有能的人，也被形容為堅定、敏銳且雄心勃勃。他相信西班牙一切的困擾都來自尼德蘭，所以投入大量人物力在荷蘭與中歐地區。波希米亞人在初期受挫，先後在1621和23年於白山和施塔特洛恩被擊敗。與荷蘭的戰鬥在1621年繼續。1625年，斯皮諾拉攻下布雷達要塞。丹麥國王克里斯蒂安四世的干預使一些人擔心（他是少數沒有財政問題的歐洲君主）。不過在1626年，神聖羅馬帝國將領阿尔布雷希特·冯·华伦斯坦先後在德紹河和巴倫山麓盧特成功擊退丹麥，解決其患。
當時丹麥被擊退後，德意志境內的新教徒似乎被肅清。西班牙於是期望將尼德蘭重新納入版圖。法國局勢再度不穩（著名的拉羅歇爾之圍在1627年開始），西班牙帝國之顯赫呼之欲出。奧利瓦雷斯堅定地斷言：“神眷顧西班牙，在這些日子為我國作戰。”（"God is Spanish and fights for our nation these days."）

### 戰爭後期與政策失敗
奧利瓦雷斯的時間並不夠用。他理解到西班牙需要改革，改革需要和平。然而，他仍然把「摧毀尼德蘭聯省共和國」列為首要之事，他認為荷蘭的財富就是反對哈布斯堡王朝統治的根源：荷蘭銀行家資助塞維利亞的東印度群島商人，世界上荷蘭的企業家和殖民地開拓者都在侵蝕著西班牙人和葡萄牙人霸權的基礎。
正當安布羅西奧·斯皮諾拉和西班牙軍集中進攻尼德蘭，戰爭似乎對西班牙有利。可是，卡斯蒂利亞王國的經濟卻在1627年崩潰。西班牙人一直在把其貨幣貶值，以至物價飛漲，正如數年前在奧地利一樣。直到1631年，卡斯蒂利亞部分地區透過實物交易來解決貨幣危機。這時，政府無法從農民階層抽取任何有意義的稅金，只好依賴從殖民地所得的收入。在德意志的西班牙軍隊更在該地“自負盈虧”。
奧利瓦雷斯曾經支持某些稅制改革在戰後實行，但是因另一場令西班牙尷尬、在意大利發生的曼切華王位繼承戰爭（1628-1631年）失敗而被譴責。在二十年的停戰期間，荷蘭人全力發展其愈來愈強大的海軍（詳見1607年直布羅陀戰爭），終在1624年占領葡屬巴西、1620年代消滅掉西班牙90%的海上貿易，切斷西班牙那條（在本土經濟崩潰後所全盤依賴的）最後生命線。因此當1628年西班牙面臨美洲白銀大量減產以及珍寶船被荷蘭海軍大掠後，西班牙財政宣告崩潰，直接導致戰爭開始失利。

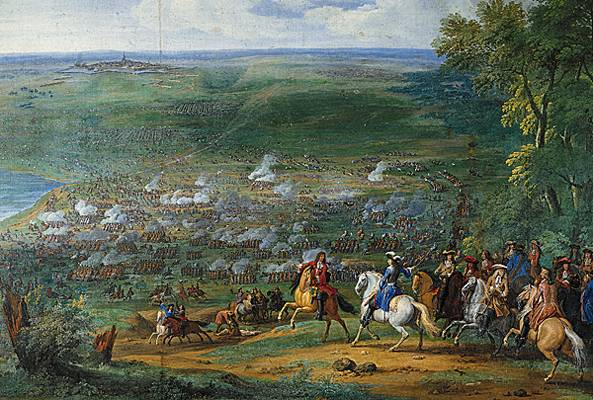
1643年的羅克魯瓦戰役象徵西班牙顯赫時代結束，步向中衰。

1636年的，西班牙軍推進至法國科爾比的南部，並威脅首都巴黎的安全。但此後，奧利瓦雷斯停止向前推進，恐怕令王室再次破產。他舉棋不定，並未借勢進攻，引起重大影響。西班牙軍隊以後都沒有如此深入敵陣。1639年，西班牙艦隊在唐斯戰役中被尼德蘭海軍擊敗。西班牙人方才發現他們在尼德蘭未能補給，亦沒有足夠的增援。1643年，在尼德蘭境內的羅克魯瓦戰役中，代表西班牙最強軍力和領導力的佛蘭德軍被波旁的路易二世的軍隊所突擊。這支由弗朗西斯科·德梅洛率領的軍隊遭遇潰敗，大部分士兵被法國騎兵或殺或擒。佛蘭德軍名譽毀於羅克魯瓦，而西班牙從此開始走向中衰。
他的国内政策主要是使半岛上的各王国实行民族大团结。他还进行多种经济改革，如限制国王的赏赐、重新铸造铜合金硬币、发行纸币、复兴王国的工商业、提高航运公司商船的竞争能力。但這些經濟政策卻因為小冰河期導致經濟惡化而失敗。另外他主導去統一西班牙哈布斯堡各邦國間的立法和財政，企圖將權力收回中央的馬德里並增加中央收入，這在1628年財政失能後更加雷厲風行，導致大量的怨言，尤其是半島西北的加泰隆尼亞出現強烈的抗議。該地自古以來就有的議會，堅決反抗任何加稅要求，加上當地工商業密集，創造勢力漸增的市民資產階級，有足夠力量反抗王室，於是爆發了1640-1659年的收割者戰爭。

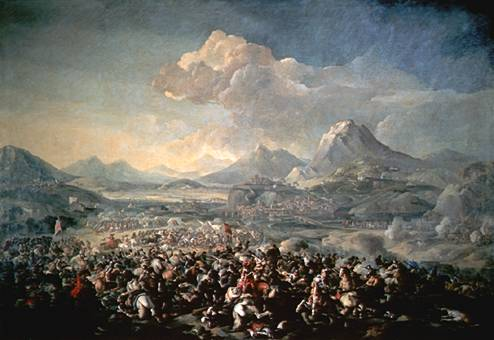
1641年的蒙特惠克之戰，是西班牙在加泰隆尼亞叛變的收割者戰爭中致命的敗戰，此戰很大程度決定了奥利瓦雷斯1643年丟失宰相的命運

起因是1635年法國參加三十年戰爭並帶頭反西班牙，使得派駐加泰隆尼亞的西軍和當地居民衝突加劇，演變成1640年「聖體日」巴塞隆納市民暴力控制該城，並殺害總督的「聖體日事件」。當地人民宣布法王路易十三為加泰隆尼亞國王而持續割據，直到1648年三十年戰爭結束後，西班牙軍才在1652年進入巴塞隆納、收復加泰隆尼亞。當時腓力四世為了贏回民心並表達歉意，親自向當地民眾悔過，並宣誓遵守加泰隆尼亞王國的法令和優惠權，全力彌補戰亂導致的傷痕。
葡萄牙方面也在1640年爆發獨立戰爭。前因是1580年西班牙合併葡萄牙後，葡人對西班牙的排斥感一直存在，加上葡萄牙總督經常違反法令行事，造成當地居民的不滿。後來當西班牙海軍無能，導致1624年葡萄牙最重要的殖民地巴西被荷蘭佔領後，葡人在連帶的經濟雪崩、生活困苦的打擊下，對西班牙的怒火在1630年代已成燎原之勢。之後更要命的是，奥利瓦雷斯企圖以中央集權來加稅，直接成為1637年冬天爆發南葡叛亂的導火線；到了1640年，首都里斯本的貴族趁著西軍忙於應付加泰隆尼亞叛亂的機會，起兵驅逐女總督瑪格麗妲，並推選布拉岡薩公爵約翰為國王。葡萄牙國會在人民支持下，通過脫離西班牙的議案，獨立戰爭一直打到1668年才因為西班牙承認葡國獨立而結束。

## 免職

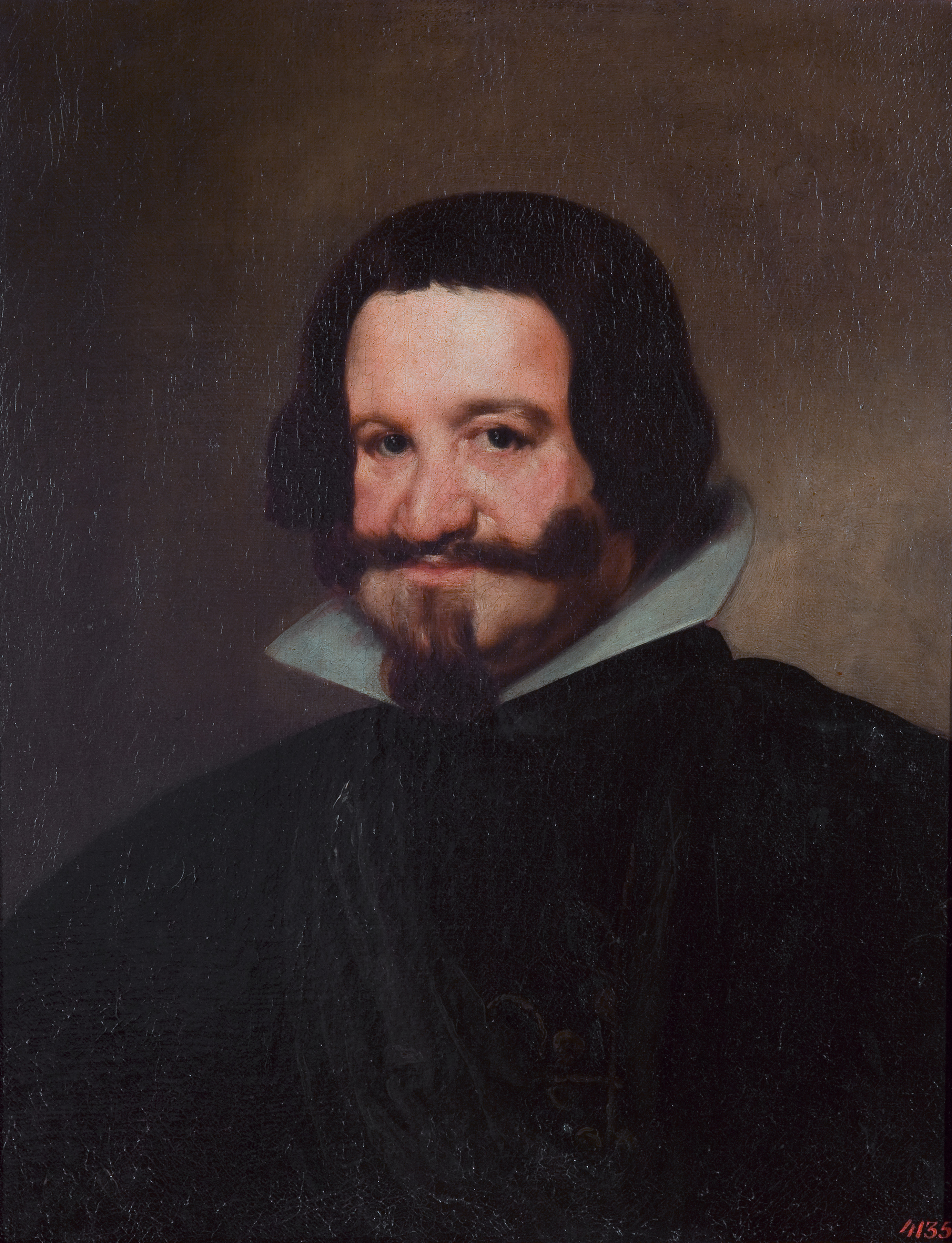
1635年心力交瘁的奥利瓦雷斯已顯出疲態、擁腫，此時他才48歲，由委拉斯開茲繪

因為各種失敗（包含1641年災難性的通貨膨脹，導致經濟更悲慘，超過50萬人因疫病與飢貧而死），加上那不勒斯也發生嚴重動亂，1643年遂由王后伊莉莎白带头策动宫廷政变，讓腓力四世知道必須要有人承擔巨大的民怨和責任，因此國王不情願地将奥利瓦雷斯免职。後来，虽然国王有意将他召回，但由於别的公爵长期以来嫉妒他的权势，终於使他被流放到托罗(Toro)城 。1644年12月宗教裁判所审查他的罪行，隔年他在精神錯亂中逝世。

## 註腳
1. ↑  .   [2019-07-07]. （原始内容存档于2019-04-17）.
2. ↑  .   [2019-07-07]. （原始内容存档于2019-07-07）.
3. ↑  .   [2019-07-07]. （原始内容存档于2019-07-07）.